# Xã Union, Quận Van Wert, Ohio
Xã Union (tiếng Anh: Union Township) là một xã thuộc quận Van Wert, tiểu bang Ohio, Hoa Kỳ. Năm 2010, dân số của xã này là 942 người.